# Грешила сам
Грешила сам је деветнаести студијски албум српске фолк певачице Ане Бекуте, издат 27. новембра 2023. године за издавачку кућу Бројаница Тон. Албум је снимљен у сарадњи са Лаки саундом и објављен је на официјалном јутјуб каналу певачице и стриминг платформама. Албум се наводи као двадесети студијски албум уколико се рачуна и Јасу Србијо, заједнички албум са другим извођачима. Песма Загрли ме је дует са Халидом Бешлићем, а снимљени су музички спотови за песме Био си мој краљ и Друга кафана.

## Списак песама
| №  | Назив                 | Текст                      | Музика                         | Трајање |  |
| 1. | Грешила сам           | Душко Трифуновић           | Милош Михајловић               | 2:58    |  |
| 2. | Загрли ме             | Мирко Шенковски            | Мирко Шенковски, Самир Кадирић | 4:16    |  |
| 3. | Био си мој краљ       | Алка Вуица                 | Амир Казић Лео                 | 3:36    |  |
| 4. | Друга кафана          | Стеван Симеуновић          | Стеван Симеуновић              | 3:43    |  |
| 5. | Игра поштена          | Ненад Нинчевић, Алка Вуица | Бранимир Михаљевић             | 3:32    |  |
| 6. | Дорћол                | Алка Вуица                 | Амир Казић Лео                 | 3:25    |  |
| 7. | Отисак твојих стопала | Алка Вуица, Снежана Ага    | Дејан Аксић                    | 3:32    |  |